# Proteininae
Proteininae (лат.) — подсемейство жуков-стафилинид. Встречаются всесветно. Более 200 видов.

## Распространение
Большинство современных видов (Proteinini) в Северном Полушарии. Однако большинство современных триб (остальные 4 из 5) встречаются в Южном Полушарии (все их 15 видов встречаются в Аргентине, Чили, Австралии и Новой Зеландии).

## Описание
Размеры мелкие (менее 3 мм), тело широкое, прококсы и метакоксы поперечные, широкие, субконические. Тарзальная формула (число члеников лапок): 5-5-5 (в некоторых родах в Южном Полушарии, 4-4-4). Обитают в опавшие листья, гниющих грибах, на падали и экскрементах, хотя виды трибы Nesoneini (Новая Зеландия и Новая Каледония) находили в разлагающихся древесине и под корой деревьев. В целом считается, что большинство видов
являются сапрофагами, хотя некоторые из них, возможно, микофаги. Представители трибы Anepiini, предположительно, хищники.

## Систематика
Около 230 видов в 6 трибах и 11 родах.
Согласно Лоуренсу и Ньютону (Lawrence, Newton, 1995), входит в состав Omaliine-группы семейства Staphylinidae: Glypholomatinae, Microsilphinae, Omaliinae, Empelinae, Proteininae, Micropeplinae, Neophoninae, Dasycerinae, Protopselaphinae, Pselaphinae, Scydmaeninae.
Из мезозойского бирманского янтаря (99 млн лет) описан вид жука-микофага Vetuproteinus cretaceus Cai, Newton & Thayer, 2016 (выделенный в отдельную трибу Vetuproteinini), древнейший представитель всего подсемейства.
- Триба Anepiini
  - Anepius
  - Eupsorus
- Триба Austrorhysini
  - Austrorhysus
  - Megarthroides
- Триба Nesoneini
  - Nesoneus
  - Paranesoneus
- Триба Proteinini
  - Megarthrus Curtis, 1829
    - Megarthrus depressus (Paykull, 1789)
    - Megarthrus strandi Scheerpeltz, 1931
    - Megarthrus nigrinus J. Sahlberg, 1876
    - Megarthrus sinuatocollis (Lacordaire, 1835)
    - Megarthrus denticollis (Beack, 1817)
    - Megarthrus nitidulus Kraatiz, 1858
    - Megarthrus fennicus Lahtinen, 1938

  - Metopsia Wollaston, 1854
    - Metopsia similis Zerche, 1998

  - Proteinus Latreille, 1796
    - Proteinus brachypterus (Fabricius, 1792)
    - Proteinus crenulatus Pandelle, 1867
    - Proteinus altaicus Reitter, 1905
    - Proteinus hyperboreus Muona, 1978
    - Proteinus macropterus (Gravenhorst, 1806)
    - Proteinus atomarius Erichson, 1840
- Триба Silphotelini
  - Alloproteinus
  - Silphotelus
- †Триба Vetuproteinini Cai, Newton & Thayer, 2016
  - †Vetuproteinus  Cai, Newton & Thayer, 2016
    - †Vetuproteinus cretaceus Cai, Newton & Thayer, 2016[4].